# Pingwang
Król Ping z dynastii Zhou (chiński: 周平王; pinyin: Zhōu Píng Wáng) – trzynasty władca tej dynastii i pierwszy ze wschodniej linii dynastii Zhou. Rządził w latach 770-720 p.n.e. Jego następcą został jego wnuk, Huanwang.